# Territorio di Washington
Il Territorio di Washington è stato un territorio organizzato degli Stati Uniti esistito tra l'8 febbraio 1853 e l'11 novembre 1889, quando divenne lo stato di Washington.
Fu creato durante la presidenza di Millard Fillmore dalla porzione del Territorio dell'Oregon a nord del basso fiume Columbia e del 26º parallelo nord, che era stato ceduto dalla Gran Bretagna col trattato dell'Oregon. Inizialmente chiamato "Columbia Territory" (territorio del Columbia), fu in seguito rinominato per onorare George Washington, su proposta del deputato Richard H. Staunton, del Kentucky. La capitale territoriale fu Olympia.

## Evoluzione territoriale
I confini originali del territorio includevano tutto l'attuale stato di Washington, l'Idaho settentrionale e la parte del Montana a ovest dello spartiacque continentale. Con l'ammissione dell'Oregon all'Unione come stato, la parte orientale del territorio, che comprendeva l'Idaho meridionale, parte del Wyoming e una piccola porzione della contea di Ravalli, in Montana, fu annessa al Territorio di Washington.
Nel 1863, l'area a est del fiume Snake e del 117º meridiano ovest fu riorganizzata come Territorio dell'Idaho; la parte rimanente divenne nel 1889 lo Stato di Washington, il 42° degli Stati Uniti.

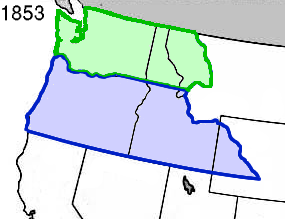
Il Territorio di Washington (in verde) e il Territorio dell'Oregon (in blu) nel 1853.
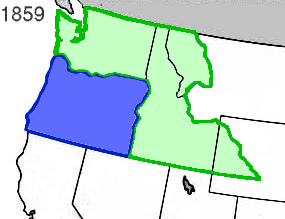
Il Territorio di Washington (in verde) e lo Stato dell'Oregon nel 1859.
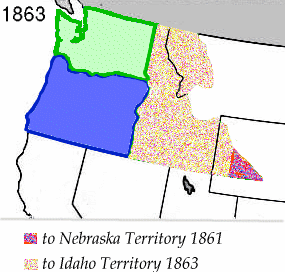
Aree cedute al Territorio del Nebraska e al Territorio dell'Idaho nel 1863.

## Governatori

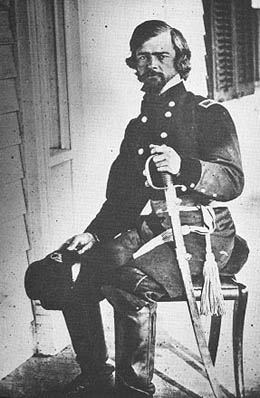
Isaac Stevens, primo governatore del Territorio.

| #  | Nome                    | Inizio mandato | Fine mandato | Partito              |
| -- | ----------------------- | -------------- | ------------ | -------------------- |
| 1  | Isaac Stevens           | 1853           | 1857         | Partito Democratico  |
| 2  | LaFayette McMullen      | 1857           | 1859         | Democratico          |
| 3  | Richard D. Gholson      | 1859           | 1861         | Democratico          |
| 4  | William H. Wallace      | 1861           | 1861         | Partito Repubblicano |
| 5  | William Pickering       | 1862           | 1866         | Repubblicano         |
| 6  | George E. Cole          | 1866           | 1867         | Democratico          |
| 7  | Marshall F. Moore       | 1867           | 1869         | Repubblicano         |
| 8  | Alvan Flanders          | 1869           | 1870         | Repubblicano         |
| 9  | Edward Selig Salomon    | 1870           | 1872         | Repubblicano         |
| 10 | Elisha Peyre Ferry      | 1872           | 1880         | Repubblicano         |
| 11 | William Augustus Newell | 1880           | 1884         | Repubblicano         |
| 12 | Watson Carvasso Squire  | 1884           | 1887         | Repubblicano         |
| 13 | Eugene Semple           | 1887           | 1889         | Democratico          |
| 14 | Miles Conway Moore      | 1889           | 1889         | Repubblicano         |